# Benetton B187
O  B187 é o modelo da Benetton na temporada de 1987 da Fórmula 1. Condutores: Teo Fabi e Thierry Boutsen.

## Resultados[1]
(legenda) (em itálico indica volta mais rápida)
| Ano  | Chassi | Motor                      | Pneus | N° | Pilotos         | 1   | 2   | 3   | 4   | 5   | 6   | 7   | 8   | 9   | 10  | 11  | 12  | 13  | 14  | 15  | 16  | Pontos | Posição |  |
| ---- | ------ | -------------------------- | ----- | -- | --------------- | --- | --- | --- | --- | --- | --- | --- | --- | --- | --- | --- | --- | --- | --- | --- | --- | ------ | ------- |  |
|      |        |                            |       |    |                 |     |     |     |     |     |     |     |     |     |     |     |     |     |     |     |     |        |         |  |
|      |        |                            |       |    |                 | BRA | SMR | BEL | MON | USE | FRA | GBR | GER | HUN | AUT | ITA | POR | ESP | MEX | JAP | AUS |        |         |  |
| 1987 | B187   | Ford Cosworth GBA V6 turbo | G     | 19 | Teo Fabi        | Ret | Ret | Ret | 8   | Ret | 5   | 6   | Ret | Ret | 3   | 7   | 4   | Ret | 5   | Ret | Ret | 28     | 5°      |  |
| 1987 | B187   | Ford Cosworth GBA V6 turbo | G     | 20 | Thierry Boutsen | 5   | Ret | Ret | Ret | Ret | Ret | 7   | Ret | 4   | 4   | 5   | 14  | 16  | Ret | 5   | 3   | 28     | 5°      |  |